# 753
سنة 753 م هي سنة بسيطة بدأت يوم الاثنين حسب التقويم اليولياني

## مواليد
- مسلم بن الوليد شاعر عراقي
- أمان بن الصمصامة نحوي قيرواني مغربي

## وفيات
- - الإمام ربيعة بن فروخ التميمي، لقب بربيعة الرأي، وكان أحد مفتي المدينة.
- - القديس يوحنا الدمشقي